# Naer Mataron
Naer Mataron ist eine 1994 in Athen als Nar Mataron gegründete, griechische Black-Metal-Band.

## Geschichte
Die Band wurde 1994 von den beiden Musikern Morpheas (Gitarre, Bass) und Lord Alatoth (Gesang) gegründet. Als weitere Besetzung wurden Kaiadas (E-Bass) und Lethe (Schlagzeug) aufgenommen und die Band bekam einen Plattenvertrag bei Black Lotus Records. Nachdem der Bandname in Naer Mataron geändert wurde, erschien das Debütalbum Up from the Ashes 1998 ohne Lord Alatoth, danach folgten einige Live-Auftritte mit Bands wie Mayhem, Rotting Christ und Order of the Ebon Hand.
Im Jahr 2000 folgte das Album Skotos Aenaon mit dem Sänger Aithir (Nikos Konstadinou, unter anderem auch bei Legion of Doom und später bei The Shadow Order) und 2003 River at Dash Scalding, bei dem der Schlagzeuger gegen Warhead ausgetauscht wurde, der bei einem Live-Auftritt mit Rotting Christ erstmals in der Band spielte. Als Sänger wurde mittlerweile Morpheas verpflichtet und auf dem Album erschienen zwei Lieder, die von Nordvargr komponiert wurden. Nordvargr wurde der neue Schlagzeuger der Band und es folgten Auftritte mit Gorgoroth, Arcturus und Dissection.
Im Jahr 2005 erschien das Album Discipline Manifesto, welches zum Teil in Oslo aufgenommen wurde. Beim Inferno Metal Festival Norway in Oslo 2005 traten sie gemeinsam mit Morbid Angel, Candlemass, Dissection und weiteren Bands auf. 2006 erschien eine Split-7"-EP mit Voice of Hate. 2007 unterschrieb die Band bei Season of Mist und nahm in den Skrekk & Skru Studios in Oslo das Album Praetorians auf, das von ihrem neuen Sänger Vicotnik (Dødheimsgard) produziert wurde. Beide Bands traten im Oktober 2007 zusammen in Thessaloniki und Athen auf, das Album erschien 2008. 2009 wurde Asmodeus Draco Dux der neue Schlagzeuger der Band, die Jarboe auf ihrer Europatournee begleitete. 2011 unterschrieb Naer Mataron bei Witching Hour Productions und veröffentlichte dort das Album ΖΗΤΩ Ο ΘΑΝΑΤΟΣ. Für den Text und Gesang des Titelstücks konnte die Band Jarboe gewinnen.

## Musikstil und Ideologie
Die Band wurde mit dem Ziel gegründet, reinen hellenischen Black Metal zu spielen, ihr Stil allerdings ist eine Mischung aus dem typischen griechischen von Bands wie Varathron und Thou Art Lord und dem nordischen Black Metal beziehungsweise an letzterem orientiert. Durch die Zusammenarbeit von Indra und Asmodeus Draco Dux wurde der Stil der Band brutaler. Entsprechend wurde River at Dash Sealding mit den Frühwerken von Immortal und Marduk verglichen, ohne diese zu kopieren, mit „über weite Strecken auffällige[r] Gleichförmigkeit der Songs. Trotz vieler positiver Ansätze wirkt das Material zu monoton, ohne dabei beispielsweise die hypnotische Wirkung alter Burzum-Songs zu erreichen.“ Discipline Manifesto wiederum wurde mit Gorgoroth verglichen; die Stücke „sind facettenreich, verlieren dabei aber nie ihre oppressive Atmosphäre: Schon der Opener ‚Extreme Unction‘ schleift einen bald zehn Minuten durchs Unterholz und bietet damit eine kompakte Vorschau auf das Grauen, das noch kommt. Klaustrophobische Zwischenspiele und Intros werden nicht halbherzig gedroppt, sondern lösen sich in schräge Mid-Tempo-Segmente auf, um unter der Haut weiterzublubbern, und Meister Morpheas versieht seinen Gesang diesmal mit einer eiskalten Diktion.“
Die Bedeutung des Namens gibt Kaiadas mit Hades an. Die Texte drehen sich um das griechische Pantheon und Werte wie Stolz und Ehre in Anlehnung an frühere Perioden und Heroen europäischer Geschichte und enthalten Anspielungen auf Friedrich Nietzsche und Julius Evola. Trotz des Bekenntnisses zum Nationalsozialismus und Kaiadas’ Mitgliedschaft bei der Partei Chrysi Avgi, für die er mittlerweile im griechischen Parlament sitzt, wurde Naer Mataron nicht als NS-Band beworben, da Promotion und offizielle Biographie Angelegenheit von Black Lotus Records waren, in die Kaiadas sich nicht einmischen wollte, da er seine Ansichten kenne und niemandem irgendetwas beweisen müsse. Er sei kein Satanist, sehe Satan aber als neuen Prometheus und neuen Eosphóros; Satan könne auch der Thorshammer oder der Donner des Zeus sein. Entgegen Kaiadas’ Abgrenzung vom Satanismus finden sich auf Discipline Manifesto und ΖΗΤΩ Ο ΘΑΝΑΤΟΣ Liedtitel wie Blessing of Sin, I Am Lucifer, Messenger of Your Death und Goat Worship. Gegenüber dem Underground Industries gab ein nicht namentlich genanntes Mitglied der Band an, Satanismus sei der eigenen Ideologie ziemlich ähnlich; Black Metal sei Satanismus, Ahnenverehrung und Krieg. Wegen Kaiadas’ politischer Aktivitäten veröffentlichte die Band eine Stellungnahme, der zufolge sie eine reine Black-Metal- und damit eine unpolitische Band sei; jedes Mitglied habe das Recht auf seine eigene Gesinnung, weshalb dessen jeweilige politische Aktivität eine persönliche Entscheidung sei und als solche respektiert werde. Die Band bestreite eine politische Agenda und werde gegen falsche Anschuldigungen rechtliche Schritte einleiten.

## Diskografie

### Alben
- 1998: Up from the Ashes (Black Lotus Records)
- 2000: Skotos Aenaon (Black Lotus Records)
- 2003: River at Dash Scalding (Black Lotus Records)
- 2005: Discipline Manifesto (Black Lotus Records)
- 2008: Praetorians (Season of Mist)
- 2011: ΖΗΤΩ Ο ΘΑΝΑΤΟΣ (Witching Hour Productions)
- 2016: Nacht der drohenden Schatten
- 2018: Lucitherion "Temple of the Radiant Sun"

### Sonstige Veröffentlichungen
- 1996: The Great God Pan (Demo)
- 2001: A Holocaust in Front of God’s Eyes (EP, Aphelion Productions)
- 2004: Aghivasiin – Lessons on How to Defeat Death (Kompilation, Shadowface)
- 2004: Awaken in Oblivion (2CD, Kompilation, Black Lotus Records)
- 2006: Split mit Voice of Hate (7"-EP, Temple of Darkness Records)
- 2012: Εγω Ειμί Το Φως Του Κόσμου (EP, W.T.C. Productions)

### Samplerbeiträge
- 1997: Equimanthorn auf Bathory Tribute – Hellas Salutes the Vikings (Metal Invader)